# Попович, Эвгение
Эвгение Попович (серб. Евгеније Поповић, 6 января 1842, Рисан, Котор — 4 апреля 1931, Триест), черногорский политик и дипломат. 
Был бывшим черногорским генеральным консулом в Риме.

## Биография
Родился в Рисане, по рождению австрийский гражданин.
В Триесте был школьным другом Николы I Петровича Негоша.
Получил юридическую и докторскую степень в Болонье, он также работал адвокатом и получил итальянское гражданство.
Был последователем Гарибальди во время объединения Италии 1876/78, был военным репортёром на фронте Черногории и Герцеговины.
В 1896 году был назначен генеральным консулом Черногории в Риме.